# Eoophyla ruwenzoriensis
Eoophyla ruwenzoriensis là một loài bướm đêm trong họ Crambidae.